# Dream in Exile
Dream in Exile est une œuvre pour piano du compositeur britannique Arnold Bax écrite en 1916.

## Contexte
Écrite en février 1916, la pièce est dédiée au professeur de piano d'Arnold Bax, Tobias Matthay, et a été interprétée par Myra Hess. Le manuscrit contient les premières idées du compositeur pour le titre, Capriccio et Intermezzo, supprimées et remplacées par le titre que nous connaissons qui apparait sur la partition imprimée en 1918. La pièce a été écrite moins de deux mois avant l'insurrection de Pâques à Dublin, au cours de laquelle nombre de ses amis irlandais ont été tués. Il semble probable que, rétrospectivement, elle soit devenue pour lui une autre de ces pièces commémoratives irlandaises élégiaques qu'il écrit à cette époque.

## Discographie
- Piano Works, Vol. 1, Ashley Wass (piano), Naxos, 8.557439, septembre 2004.